# Juan Saharrea
Juan Saharrea (Vicuña Mackenna, Provincia de Córdoba, Argentina, 31 de agosto de 1992) es un futbolista argentino. Juega de delantero y su último equipo fue el Club Atlético General Paz Juniors de la Torneo Regional Federal Amateur.

## Inicios
Surgió de las divisiones inferiores del Club Atlético San Martín - Vicuña Mackenna.

## Clubes
| Club                              | País      | Año         |
| --------------------------------- | --------- | ----------- |
| Instituto                         | Argentina | 2013 - 2014 |
| Club Atlético General Paz Juniors | Argentina | 2014        |